# Rune Velta
Rune Velta (Bærum, 19 luglio 1989) è un ex saltatore con gli sci norvegese.

## Biografia
In Coppa del Mondo ha esordito il 14 marzo 2010 a Oslo (43°) e ha ottenuto la prima vittoria, nonché primo podio, l'11 febbraio 2012 nella gara a squadre di Willingen.
In carriera ha partecipato a un'edizione dei Giochi olimpici invernali, Soči 2014 (22º nel trampolino normale, 24º nel trampolino lungo, 6º nella gara a squadre), a una dei Campionati mondiali, vincendo quattro medaglie, e a due dei Mondiali di volo, vincendo una medaglia.

## Palmarès

### Mondiali
- 4 medaglie:
  - 2 ori (trampolino normale, gare a squadre dal trampolino lungo a Falun 2015)
  - 1 argento (gara a squadre mista dal trampolino normale a Falun 2015)
  - 1 bronzo (trampolino lungo a Falun 2015)

### Mondiali di volo
- 1 medaglia:
  - 1 argento (individuale a Vikersund 2012)

### Coppa del Mondo
- Miglior piazzamento in classifica generale: 8º nel 2015
- 18 podi (6 individuali, 12 a squadre):
  - 2 vittorie (a squadre)
  - 6 secondi posti (2 individuali, 4 a squadre)
  - 10 terzi posti (4 individuali, 6 a squadre)

#### Coppa del Mondo - vittorie
| Data             | Località  | Nazione   | Trampolino                                                                |
| ---------------- | --------- | --------- | ------------------------------------------------------------------------- |
| 11 febbraio 2012 | Willingen | Germania  | Mühlenkopf HS145 (con Anders Fannemel, Vegard Sklett e Anders Bardal)     |
| 7 marzo 2015     | Lahti     | Finlandia | Salpausselkä HS130 (con Anders Bardal, Anders Jacobsen e Anders Fannemel) |